# Newton Thornburg
Newton Thornburg (Harvey, 13 maggio 1929 – Bothell, 9 maggio 2011) è stato uno scrittore statunitense.

## Biografia
Nato il 13 maggio 1929 a Harvey dal commerciante Newton Kendall Thornburg e dalla casalinga Rhea Martha Mattox Thornburg, ha iniziato a scrivere all'Illinois Wesleyan College prima di laurearsi in arte all'Università dell'Iowa.
Prima di dedicarsi alla scrittura a tempo pieno ha svolto diversi mestieri, dall'allevatore di bestiame al grossista di dolciumi fino al copywriter.
Autore di 11 romanzi spesso ascrivibili al genere giallo, le sue opere hanno fornito il soggetto per due pellicole cinematografiche: Alla maniera di Cutter nel 1981 dal romanzo La strana vita di Cutter e Bone e Beautiful Kate nel 2009 dall'omonimo romanzo. 
Dimenticato ormai negli ultimi anni dal pubblico e dalla critica, è morto a Bothell il 9 maggio 2011 all'età di 81 anni.

## Opere

### Romanzi
- Gentleman Born (1967)
- Il quinto asso (Knockover, 1968), Milano, Il Giallo Mondadori N. 1081, 1969 traduzione di Dina Corrada Uccelli
- Morire in California (To Die in California, 1973), Milano, Mondadori, 1975 traduzione di Marcella Dallatorre - Nuova ed. Roma, Sur, 2022 traduzione di Tommaso Pincio ISBN 978-88-6998-321-4.
- La strana vita di Cutter e Bone (Cutter and Bone, 1976), Roma, Fanucci, 2008 traduzione di Daniela Middioni ISBN 978-88-347-1341-9.
- Black Angus (1978)
- Valhalla (1980)
- Beautiful Kate (1982)
- Dreamland (1983)
- The Lion at the Door (1990)
- A Man’s Game (1996)
- Eve’s Men (1998)

## Adattamenti cinematografici
- Alla maniera di Cutter (Cutter's Way), regia di Ivan Passer (1981)
- Beautiful Kate, regia di Rachel Ward (2009)